# 尼古拉·库比雅克
尼古拉·阿法纳西也维奇·库比雅克（俄语：Николай Афанасьевич Кубяк，1881年7月29日（8月10日）—1937年11月27日）他是苏联共产党中央委员会书记处成员。

## 生平
1881年，出生于卡盧加省梅曉夫斯克的工人家庭。1989年，加入俄国社会民主工党，在布良斯克机械制造厂工作。1907年，为俄国社会民主工党第五次代表大会代表。1917年，十月革命，后任俄共（布）彼得格勒省委员会书记、全俄农林工会中央委员会主席、俄共（布）中央委员会责任指导员。
1922年，任俄共（布）中央委员会远东局书记、联共（布）中央委员会书记。1923年，为苏联共产党中央委员会成员。1927年，为苏联共产党中央委员会书记处成员。1928年，任农业人民委员、伊万诺沃州执行委员会主席。1934年，任苏联中央执行委员会全苏城市公用事业委员会主席。1937年，被枪杀。1956年，平反恢复党籍。